# Synchlora excurvaria
Synchlora excurvaria är en fjärilsart som beskrevs av Alpheus Spring Packard 1873. Synchlora excurvaria ingår i släktet Synchlora och familjen mätare. Inga underarter finns listade i Catalogue of Life.